# Стефанос Дускос
Стефанос Дускос (грец. Στέφανος Ντούσκος; нар. 29 березня 1997) — грецький веслувальник, олімпійський чемпіон 2020 року.

## Виступи на Олімпіадах
| Олімпіада           | Дисципліна           | Місце |
| ------------------- | -------------------- | ----- |
| Ріо-де-Жанейро 2016 | четвірки, легка вага | 6     |
| Токіо 2020          | одиночки             | 1     |
| Париж 2024          | одиночки             | 6     |